# Poruchy hybnosti
Poruchy hybnosti (motoriky) jsou souborem poruch vyvolaných nejrůznějšími příčinami, které se projevují změnou volních a mimovolních pohybů svalů nebo svalových skupin.

## Úvod
Nejjednodušším pohybem je reflexní odpověď na podráždění, např. na bolestivý podnět. Jedná se o stereotypní a rychlý úkon, do kterého je zapojeno relativně málo neuronů a je prováděn automaticky. Někdy lze jednoduché reflexy potlačit volním úsilím. Také ale existují volní pohyby vykonávané s pomocí mnoha nervových struktur, jsou proto pomalejší a lze je snadno měnit. U zvládnutí složitějších činností (např. psaní) se zapojuje i proces učení a dochází ke vzniku tzv. centrálních pohybových vzorců. Některé rytmické pohyby mají základ v reflexní činnosti, ale mohou začínat pod volní kontrolou (např. žvýkání).
Dvěma základními jednotkami, které se účastní hybnosti jsou:
- sval příčně pruhovaný nebo hladký
- motoneuron

Dále se do řízení hybnosti zapojují:
- páteřní mícha a její segmentární okruhy
- mozkový kmen a retikulární formace
- senzorimotorická mozková kůra
- bazální ganglia, mozeček a vestibulární systém

Všechny tyto části jsou vzájemně propojeny a postižení každé z nich vyvolá poruchu svalového napětí nebo poruchu hybnosti.

## Klasifikace poruch hybnosti
I. Primární svalové poruchy beze změn nervového zásobení
Sem řadíme např. myoplegie nebo myopatie.
II. Poruchy převodu vzruchu na nervosvalové ploténce
Sem řadíme myastenie a intoxikace.
III. Poruchy periferního motorického neuronu
Sem řadíme poliomyelitis anterior acuta, amyotrofickou laterální sklerózu.
IV. Poruchy centrálního motorického neuronu
Sem řadíme cévní mozkové příhody, zranění, které mohou vyvolat příslušné postižení.
V. Poruchy tzv. mimopyramidového systému.
Jedná se o možnost řady poruch bazálních ganglií, mozečku, vestibulárního systému, retikulární formace či jejich drah, které vedou k poruchám hybnosti. Řadíme sem např. Parkinsonovu chorobu, Huntingtonovu chorobu, intoxikace mozečku atd.

## Poruchy svalového napětí
Svalové napětí (tonus) je reflexně udržované svalové napětí, které se mění v závislosti na informacích z periferních receptorů a na informacích z CNS. Je výsledkem působení reflexního oblouku segmentárních míšních reflexů (tzv. γ-kličky, míšní regulace svalového napětí) , dále vestibulárního systému (labyrintová regulace), tonoregulačních struktur mozkového kmene (tzv. extrapyramidových drah), mozečku (ten zvyšuje svalový tonus) a centrálního motoneuronu (má pravděpodobně tlumivý vliv na svalové napětí).

### Snížení svalového napětí (hypotonie)
Pokud dojde k poruše reflexního oblouku, corpus striatum nebo mozečku.

### Zvýšení svalového napětí (hypertonie)
Pokud dojde k poruše v pyramidové dráze, pak následuje spasticita, kdy sval klade při pasivním natahování stále větší odpor. Po uvolnění držení se končetina vrací do původní polohy. Avšak po dosažení určité hranice pohybu odpor svalu náhle zmizí a končetinou lze pohybovat. Jedná se o tzv. fenomén kapesního nože.
Čistá porucha v mimopyramidovém systému hybnosti (hlavně substantia nigra) vyvolá rigiditu, tj. zvýšení plastického svalového napětí. Odpor svalu proti pasivnímu napínání je stabilní a při velmi pomalém pasivním pohybu končetiny jsou viditelné sakadovité změny svalového napětí. Jedná se o tzv. fenomen ozubeného kola.
Pokud dojde ke svalovému zranění, pak následuje reflexní hypertonie.

## Patologicky vzniklé omezení hybnosti
- paréza (neúplná obrna) - částečná ztráta schopnosti volních pohybů.
- plegie (úplná obrna) - úplná ztráta schopnosti volních pohybů.
- kontraktura - fixované držení části těla (především končetin) v určité poloze, nervového či svalového původu.

Periferní obrny jsou chabé, centrální jsou spastické.

### Patologicky zvýšená hybnost
Řadíme sem hyperkinezi, tj. mimovolní pohyby, které ruší reflexní hybnost a zasahují do aktivních pohybů:
- fibrilace – nepravidelné stahy (kontrakce) svalových fibril.
- fascikulace – nepravidelné stahy svalových svazků, společně s fibrilací. Jedná se o projev postupného zániku svalových jednotek.
- spasmus – křeč, představuje mimovolní stahy jednotlivých svalů nebo svalových skupinvyvolané drážděním (iritací) motoneuronů (z příčin např. ischémie, vlivu léků, dlouhodobé stereotypní zátěže). Křeč má:
  - tonickou formu – déletrvající zvýšené napětí.
  - klonickou formu – opakované svalové záškuby.

- myoklonie – klonické záškuby svalů nebo svalových skupin trvající omezenou dobu, vzniká na podkladě dráždění motoneuronů (např. pro epilepsii).

- tiky (vyslovuje se tyky) – mimovolní pohyby objevující se u poškození mimopyramidového systému hybnosti a u neurotiků, kde jsou chápány jako automatické pohyby nutkavého charakteru.

- chorea – mimovolní pohyby vyskytující se v klidu, rovněž rušící normální volní pohyby u postižení mimopyramidového systému hybnosti.
  - Sydenhamova chorea (chorea minor, lidově tanec sv. Víta) – projevuje se náhlými nepotlačitelnými pohyby. Dříve byla častější, jednalo se o toxicko-alergickou reakci na opakované infekce β-hemolytickými streptokoky.
  -  Huntingtonova choroba (chorea maior) – je vážné degenerativní onemocnění s dominantní dědičností. Začíná poškozením striata bazálních ganglií, pak dochází i k ochabnutí (atrofii) kůry mozkové s rozvojem demence. Oproti Sydenhamově choree se liší především etiologií, pozdějším nástupem a horším průběhem.

- atetóza – pomalé kroutivé mimovolní pohyby, především na akrálních částech končetin při postižení nc. caudatus.

- balismus – rychlé mimovolní pohyby velkého rozsahu, postihující zejména svaly končetinových pletenců, obvykle na jedné straně těla. Často u poškození nc. subthalamicus Luysi.

- tremor – třes, jedná se většinou o rytmické mimovolní pohyby konkrétních svalových skupin:
  - klidový třes – objevuje se v klidu (u postižení substantia nigra).
  - statický třes – při držení končetiny v nějaké poloze.
  - intenční třes – typicky na konci pohybu (u mozečkových onemocnění).
  - symptomatický třes – u jaterních postižení nebo tyreotoxikózy.
  - funkční třes – u neurotiků, je nepravidelný, nejlépe ho lze pozorovat na zavřených víčkách.

## Poruchy stoje a chůze
vznikají při postižení hybnosti větších svalových skupin. Většinou jsou projevem poškození jednotlivých motorických struktur nebo výsledkem jejich nedokonalé koordinace.
Systémy, které se nejvíce podílejí na udržování rovnováhy jsou tyto:
1. motorické dráhy - při jejich postižení se rozvine paréza.

2. proprioreceptory a dráhy hloubkové citlivosti - jejich poruchou vznikne spinální ataxie.

3. vestibulární systém - jeho poruchou vznikne vestibulární ataxie.

4. mozečkové okruhy - jejich poruchou vznikne také vestibulární ataxie.